# Bolederes
Bolederes és una masia situada en el terme municipal de Moià, a la comarca catalana del Moianès. Està inclosa en l'Inventari del Patrimoni Arquitectònic de Catalunya. Està situada a prop de l'extrem nord-est del terme, a tocar del terme municipal de Collsuspina. Pertanyia al poble rural de Ferrerons. Queda al nord-est de les Cases de Ferrerons i al sud-oest de Sant Cugat de Gavadons. És a prop i al sud-oest del Collet de Bolederes, a l'esquerra del torrent de la Torre.

## Descripció
És un mas d'estructura rectangular, amb el carener paral·lel a la façana. La casa s'alça sobre un desnivell, guanyant un pis pel cantó del migdia. La façana, situada al cantó de migdia, té tres plantes: baixos per corrals i estables, amb sostres de volta, primer pis destinat a habitatge, i segon a golfes. A sobre del portal d'entrada d'arc rebaixat, adovellat i avui apuntalat, hi ha una finestra, emmarcada en pedra picada. La paret nord, de dos pisos, té una porta rectangular, per on avui s'accedeix a la casa. A ponent, hi ha un cos adossat, construït a principis del segle xx, a fi de guardar-hi la palla.

## Història
A l'interior hi ha una llinda, utilitzada com a material reaprofitat per la construcció d'una paret, que porta la següent inscripció: "1693 FRANCHE BOLADERAS". La dependència que avui s'utilitza com a lavabo té grans blocs de pedra picada, molt ben tallada, que disposats de manera molt regular, formen el terra.
El mas, que pertanyia a la parròquia de Ferrerons, és documentat des del segle xv. El 1810 s'hi van fer reformes importants, sobretot a la part del pis superior.